# Printrbot
Printrbot es una impresora 3D creada por Brook Drumm y su fabricación fue originalmente financiada a través de Kickstarter. Fue concebida para uso hogareño de usuarios y entusiastas que pretenden dar sus primeros pasos en el tema de la impresión 3D. Esto se debe principalmente su reducido tamaño, así como su gran facilidad de ensamblado (de hecho, desde el sitio de financiamento autoproclamaba que este proceso sólo tomaría 45 minutos). Printrbot usa modelado por deposición fundida para producir modelos de plástico de objetos 3D.
Desde su creación, la Printrbot original ha sido descontinuada y reemplazada con nuevas versiones, las que fueron variando en precio, tamaño y funcionalidad. Hasta abril de 2012, Printrbot era el proyecto que más fondos había recaudado en Kickstarter luego de recibir USD 830,827 en diciembre de 2011.

## Diseño y operación
Printrbot es comercializada tanto como producto terminado como en forma de kit: un paquete conteniendo la totalidad de los componentes y materiales necesarios para su ensamblado, el cual deberá ser llevado a cabo por el usuario que lo adquiere.
Los modelos son impresos derritiendo un filamento de un material llamado ABS (por sus siglas en inglés: Acrylonitrile Butadiene Styrene) desde un cabezal que se mueve en los ejes cartesianos X y Z, depositando el material en una cama caliente (el eje Y es el movimiento de la cama en sí misma), utilizando para ello motores eléctricos paso a paso y guías metálicas para lograrlo.
- Ensamblado

Hasta al menos noviembre del año 2012, como se indicaba anteriormente, estas impresoras eran comercializadas tanto como producto terminado como en forma de kit, los cuales, según su política de devolución de Printrbot, sólo se aceptará su retorno si el equipo "nunca fue ensamblado, enchufado, programado o cambiado de manera alguna". En el caso de que el equipo requiera una reparación, algunos de sus componentes están disponibles a la venta en forma separada.
- Filamento

Printrbot utiliza un filamento plástico 3mm de ABS (por sus siglas en inglés Acrylonitrile Butadiene Styrene), el cual puede ser adquirido en el sitio oficial aunque también de otras fuentes (de hecho, varias otras impresoras de similar funcionalidad lo utilizan). El filamento está disponible en varios colores; como es esperable, el color del filamento determinará el color que finalmente tendrá el modelo que se imprima con él. Algunos modelos de Printrbot se les puede suministrar únicamente otro material llamado PLA (por sus siglas en inglés PolyLactic Acid)
- Software

Los modelos a ser impresos son enviados a la impresora a través de una interfaz seria USB utilizando un software especializado, tal como el Pronterface (recomendado por su fabricante), aunque existe una gran diversidad tanto en versión libre (es decir, con licencias GNU) como propietaria.

## Modelos
El modelo original de Printrbot que fuera financiado por Kickstarter está ya discontinuado y fue reemplazado por 4 modelos diferentes que varían en funcionalidad, tamaño y precio tal como se ilustra a continuación (datos indicados en febrero de 2013):
| Modelo               | Volumen aprox de trabajo | Precio del kit | Precio ensamblada | Filamento | Comentarios                                                          |
| -------------------- | ------------------------ | -------------- | ----------------- | --------- | -------------------------------------------------------------------- |
| Printrbot Simple     | 9cm×9cm×9cm              | $299           | N/A               | Sólo PLA  | En fase beta.                                                        |
| Printrbot Jr.        | 10cm×10cm×10cm           | $399           | $499              | Sólo PLA  | Se la puede plegar para su estibaje.                                 |
| Printrbot LC         | 15cm×15cm×15cm           | $649           | $799              | ABS       | Es la más similar al modelo original, fabricada en madera de abedul. |
| Printrbot (original) | 15cm×15cm×15cm           | N/A            | N/A               | ABS       | Discontinuado (creada sólo para prueba de concepto).                 |
| Printrbot PLUS       | 20cm×20cm×20cm           | $799           | $999              | ABS       | El modelo más grande disponible.                                     |
| Printrbot GO         | 20cm×17cm×15cm           | $1,499         | N/A               | ABS       | En fase beta.                                                        |